# Aurelio Silva
Aurelio Salvatierra Silva (* 26. September 1866 in Talca; † 2. August 1923 in Santiago de Chile) war ein chilenischer Violinist und Musikpädagoge.
Silva wuchs als Waisenkind ab dem vierten Lebensjahr bei einem Onkel auf. Er nahm Violinunterricht am Conservatorio Nacional und spielte achtjährig bei einem Benefizkonzert am Teatro Municipal Werke des belgischen Komponisten Jean-Baptiste Singelée. Nach einer Konzertreise durch Chile und Ecuador wurde er Schüler von Charles Dancla in Paris. Daneben besuchte er die Orchesterklasse von Charles Lamoureux und spielte die Erste Violine im Orchester der Pariser Oper.
Nach Konzertreisen durch Europa kehrte Silva 1893 nach Santiago zurück und wurde Erster Soloviolinist im Orchester des Teatro Municipal. Im Folgejahr wurde er Professor für Violine am Conservatorio Nacional de Música. Sein bedeutendster Schüler war der Komponist Pedro Humberto Allende Sarón.

## Quelle
- Aurelio Silva, el violinista chileno más importante del siglo XIX

| Personendaten    | Personendaten                            |
| ---------------- | ---------------------------------------- |
| NAME             | Silva, Aurelio                           |
| ALTERNATIVNAMEN  | Silva, Aurelio Salvatierra               |
| KURZBESCHREIBUNG | chilenischer Violinist und Musikpädagoge |
| GEBURTSDATUM     | 26. September 1866                       |
| GEBURTSORT       | Talca                                    |
| STERBEDATUM      | 2. August 1923                           |
| STERBEORT        | Santiago de Chile                        |